# Chimère Homme-Animal
 (août 2024).
La mise en forme du texte ne suit pas les recommandations de Wikipédia : il faut le « wikifier ».
Les points d'amélioration suivants sont les cas les plus fréquents :
- Les titres sont pré-formatés par le logiciel. Ils ne sont ni en capitales, ni en gras.
- Le texte ne doit pas être écrit en capitales (les noms de famille non plus), ni en gras, ni en italique, ni en « petit »…
- Le gras n'est utilisé que pour surligner le titre de l'article dans l'introduction, une seule fois.
- L'italique est rarement utilisé : mots en langue étrangère, titres d'œuvres, noms de bateaux, etc.
- Les citations ne sont pas en italique mais en corps de texte normal. Elles sont entourées par des guillemets français : « et ».
- Les listes à puces sont à éviter, des paragraphes rédigés étant largement préférés. Les tableaux sont à réserver à la présentation de données structurées (résultats, etc.).
- Les appels de note de bas de page (petits chiffres en exposant, introduits par l'outil «  Source ») sont à placer entre la fin de phrase et le point final[comme ça].
- Les liens internes (vers d'autres articles de Wikipédia) sont à choisir avec parcimonie. Créez des liens vers des articles approfondissant le sujet. Les termes génériques sans rapport avec le sujet sont à éviter, ainsi que les répétitions de liens vers un même terme.
- Les liens externes sont à placer uniquement dans une section « Liens externes », à la fin de l'article. Ces liens sont à choisir avec parcimonie suivant les règles définies. Si un lien sert de source à l'article, son insertion dans le texte est à faire par les notes de bas de page.
- La présentation des références doit suivre les conventions bibliographiques. Il est recommandé d'utiliser les modèles {{Ouvrage}}, {{Chapitre}}, {{Article}}, {{Lien web}} et/ou {{Bibliographie}}. Le mode d'édition visuel peut mettre en forme automatiquement les références.
- Insérer une infobox (cadre d'informations à droite) n'est pas obligatoire pour parachever la mise en page.

Pour une aide détaillée, merci de consulter Aide:Wikification.
Si vous pensez que ces points ont été résolus, vous pouvez retirer ce bandeau et améliorer la mise en forme d'un autre article.
Une chimère homme-animal est un organisme composé de cellules issues à la fois d’un humain et d’un animal. Cela recouvre de nombreux cas de figure différents, tous créés par l'action de l'Homme, soit dans le cadre de la recherche, soit du soin. Ce sont par exemple la transplantation de cellules humaines dans des animaux immunodéficients ou dans des embryons ou foetus animaux, ou à l'inverse la transplantation d'organes animaux dans des patients (xénogreffe).
Il convient de différencier ce concept de celui d'un hybride homme-animal (en), qui est un individu dont chaque cellule contient du matériel génétique à la fois humain et animal.

## Mythologie
Les chimères homme-animal ont d'abord été des créatures fantastiques et récurrentes dans les récits de l'antiquité. Le nom de chimère vient lui-même de la mythologie grecque car la créature maléfique crachant du feu et combinant une tête de lion, un corps de chèvre avec une queue de serpent était appelée Chimère. Elle fut vaincue par Bellérophon. De nombreuses autres exemples jouent un rôle majeur dans la mythologie grecque, tel le Minotaure, portant une tête de taureau sur un corps humain, qui vivait dans un labyrinthe et fut tué par Thésée. Ou encore Méduse, avec des cheveux de serpents et un regard pétrifiant, et qui fut vaincue par Persée, ou Pan, le dieu grec des bergers qui était mi-homme, mi-bouc, ou les centaures, mi-hommes mi-chevaux. Dans la mythologie égyptienne apparaissent également de nombreuses chimères homme-animal, tel le Sphinx, avec une tête humaine et un corps de lion, symbolisant protection et puissance, ou encore Anubis, un corps d'Homme avec une tête de chacal.

## Historique
Quelques étapes clés dans la création de chimères Homme-Animal :
- 1906 : Mathieu Jaboulay, chirurgien français, tente, en 1906, la xénogreffe d’un rein de porc puis d'un rein de chèvre au pli du coude de deux patientes atteintes d'insuffisance rénale : c'est un échec car les organes sont rejetés, mais il montre la faisabilité de la technique chirurgicale[3].
- 1951: Helene Wallace Toolan montre qu'il est possible de faire croitre des tumeurs humaines dans des rats précédemment irradiés[4].
- 1988 : des chercheurs canadiens greffent avec succès des cellules souches sanguines humaines normales (non cancéreuses) dans des souris immunodéficientes[5].
- 1998 : l'équipe de James Thomson dérive pour la première fois des cellules souches embryonnaires humaines et prouve leur capacité à former les tissus des trois feuillets germinaux par la formation de tératomes dans la souris immunodéficiente[6].
- 2017 : des scientifiques du Salk Institute de San Diego ont obtenu des embryons de porc chimères comportant un contingent cellules humaines. Leur but était d’étudier la possibilité de produire des organes humains dans des animaux afin de remédier à la pénurie d'organes donneurs[7],[8].
- 2022 : grâce à des modifications génétiques pour rendre les cellules animales compatibles avec l'humain, une équipe de l'Université de Maryland transplante un coeur de porc à un patient atteint d'une cardiomyopathie sévère. Ce greffon survira dans le patient pendant 49 jours[9].

## Chimérisme: cellules humaines dans animal

### Souris humanisées
Pour étudier les réponses immunitaires humaines, des modèles animaux imitant fidèlement le système immunitaire humain sont nécessaires. Chez la souris, plus de 1600 gènes sont incompatibles avec ceux des humains, entraînant des divergences importantes. C'est pourquoi des modèles de souris humanisées ont été développés.
Ces approches ont permis d'étudier l'hématopoïèse humaine dans un modèle animal. Par exemple, 2024, des chercheurs de l'Université du Texas à San Antonio ont annoncé la création de souris avec un système immunitaire humain pleinement fonctionnel. Ces souris sont équipées de lymphocytes T et B humains, de lymphocytes B mémoires, et des plasmocytes capables de produire des anticorps spécifiques identiques à ceux des humains. Ce modèle ouvre de nouvelles perspectives pour la recherche sur les vaccins innovants, les immunothérapies et la modélisation de diverses maladies humaines.
D'autre part, la technique des xénogreffes dérivées de patients (en) (PDX) s'est récemment développée. Les PDX sont des modèles de cancer dans lesquels le tissu ou les cellules de la tumeur d'un patient sont implantés dans une souris immunodéficiente ou humanisée. Les tissus de l'animal créent un environnement qui permet la croissance continue du cancer après son retrait d'un patient, ce qui est en général impossible en boîte de Petri. De cette façon, la croissance tumorale peut être surveillée en laboratoire, y compris en réponse à des options thérapeutiques potentielles.

### Organes humains dans animaux
En 2010, l'équipe de Hiromitsu Nakauchi montrait qu'il était possible de faire naître des souriceaux vivants portant un pancréas de rat. Ce travail sur des animaux chimères inter-espèce souris/rat a ouvert la porte à un nouveau domaine de recherche qui ambitionne de créer des organes humains dans des animaux pour pallier la pénurie d'organes pour la greffe d'organe. Ceci est possible grâce à la technologie des cellules souches pluripotentes et la création d’animaux génétiquement modifiés (on parle d’animaux transgéniques). L’animal idéal est le porc, mais d’autres animaux pourraient être envisagés comme certains singes. Le but de produire des organes humains dans l'animal est d’éviter le problème de rejet lorsqu'on utilise des organes animaux (xénogreffe), tout en résolvant la pénurie d’organes dans le futur,. Les travaux du Salk Institute de San Diego ayant produit des embryons de porc chimères car comportant un contingent cellules humaines est un début de résultat dans cette direction. Cependant, ces résultats ont montré aussi l'ampleur de la tâche qui reste à accomplir car la proportion de cellules humaines dans l'animal était très faible, et donc très insuffisant pour envisager de produire des organes humains entiers. Des chimères homme-singe ont également été générés en 2021 après injection de cellules souches pluripotentes humaines dans des embryons de singe macaque crabier, mais uniquement ex vivo en laboratoire, sans transfert in utero dans l'animal. Ces domaine de recherche soulèvent des préoccupations éthiques significatives, en particulier avec l'utilisation de primates non humains tels que le macaque,.

## Chimérisme: cellules animales dans l'humain

### La xénotransplantation
La xénotransplantation est la transplantation d’organes, de tissus ou de cellules de l’animal à l’homme. Le porc se distingue comme donneur privilégié pour les humains, principalement en raison de sa disponibilité, de la taille appropriée des organes, d'un temps de gestation court, d'un métabolisme omnivore, et d'un moindre risque de transmettre une zoonose et une meilleure acceptabilité sociétale que des organes de primates non humains. Plusieurs projets de recherche se concentrent sur la création de porcs humanisés par des modifications génétiques de ces animaux, jusqu'à 69 modifications génétiques. Cependant, la xénotransplantation, bien qu'en pleine évolution, soulève des questions éthiques et un problème d'acceptabilité sociétal .

## Législation et éthique

### Les limites éthiques
Les recherches sur le chimérisme homme-animal, suscitent d’importantes inquiétudes éthiques. Cela pose le problème du bien-être animal et de l'instrumentalisation de l'animal. Cela pose également un risque avec l’"humanisation" des animaux (modification génétique des animaux pour our rendre leurs organes compatibles avec les cellules humaines). Cette humanisation est variable, soit immunitaire dans le cas des PDX et des animaux fournissant des organes comme les porcs transgéniques, ce qui n'est guère polémique. Mais cela pourrait aller, en théorie, et notamment dans le cas de la production d'organes humains dans l'animal, jusqu'à la création d'une conscience humaine dans l'animal si une partie des neurones du cerveau animal sont d'origine humaine, la production de gamètes humains dans l'animal ou encore de l'apparition de traits humains tels qu'un visage, des mains ou une voix humaine. Ces modifications seraient à priori inacceptables par le questionnement de la limite entre l'humain et les autres animaux. Enfin, cela crée un risque d’émergence de nouvelles zoonoses, des maladies se transmettant de l'animal à l'Homme et pouvant induire des pandémies, ce qui soulève la question de savoir si les bénéfices attendus contrebalancent les risques pour l'humanité tels qu'une zoonose.

### Cadre légal actuel et propositions futures
La loi française actuelle considère l'expérimentation animale éthiquement acceptable si elle est scientifiquement justifiée et les souffrances de l'animal réduites au maximum. Actuellement, en France, l'injection de cellules animales dans des embryons humains est interdite. La loi de bioéthique révisée en 2021 encadre les expériences d'injection de cellules souches pluripotentes (iPS ou cellules souches embryonnaires) dans des embryons humains: ces projets de recherche doivent être déclarés (iPS) ou obtenir une autorisation (cellules souches embryonnaires) auprès de l'Agence de la Biomédecine.